# Martin Hetényi
Martin Hetényi (Érsekújvár, 1979) szlovák történész, a nyitrai Konstantin Filozófus Egyetem docense, az egyetem tudományos és kutatási dékánhelyettese.

## Élete
2002-ben végzett a Nyitrai Konstantin Filozófus Egyetem történelem szakán. 2006-ban kisdoktori fokozatot, majd Phd. fokozatot szerzett. 2012-től docens, 2022 januárjában pedig az elnökasszony professzorrá nevezte ki.
Mint szakértő részt vállalt a 2013-ban kiadott Arbitráž című egyoldalú dokumentarista filmben.
A 2018-as önkormányzati választásokon Nyitra óvárosi körzetében indult mint képviselőjelölt.
A Római Szlovák Történeti Intézet Tudományos tanácsának tagja.

## Művei
- 2005 Ilegálne prechody štátnej hranice v nitrianskom úseku v rokoch 1938-1945. Vojenská história 9/2, 55-71.
- 2006 Maďarské menšinové školstvo v prvej slovenskej republike. Studia historica Nitriensia.
- 2006 Bombardovanie mesta Nitra a okolia 1944-1945. Slovenská republika 1939-1945 očami mladých historikov 5. Slovenská republika medzi Povstaním a zánikom 1944-1945.
- 2008 Slovensko-maďarské pomedzie v rokoch 1938-1945. Nitra
- 2010 Búrlivé udalosti v marci 1939 a nitriansky región. Rozbitie alebo rozpad? : historické reflexie zániku Česko-Slovenska / Bratislava, 430-447.
- 2010 Az 1938-as bécsi döntést követően kialakult problémák a szlovák-magyar határövezetben. In: Simon Attila (szerk.): Visszacsatolás vagy megszállás? Szempontok az első bécsi döntés értelmezéséhez. Balassagyarmat, 122-139.
- 2011 Podmienky života obyvateľstva slovensko-maďarského pohraničia. In: Juh Slovenska po Viedenskej arbitráži 1938-1945
- 2011 (Zjednotená) maďarská strana na Slovensku 1939-1945. Nitra
- 2012 Cyrilo-Metodské dedičstvo a Nitra. Nitra (tsz. Peter Ivanič)
- 2014 Maďarskí utečenci na Slovensku (1938–1945). In: Migračné procesy Slovenska (1918-1948)
- 2014 Vnútorná kolonizácia juhu Slovenska za prvej republiky. In: Migračné procesy Slovenska (1918-1948)
- 2015 Niektoré aspekty kultúrnej, umeleckej a osvetovej činnosti mesta Nitra v rokoch 1939-1945. Konštantínove listy 8.
- 2017 K problému interpretácie povojnového osudu Jánosa Esterházyho v slovenskej historiografii. Studia Historica Nitriensia 21/1, 231-241.
- 2018 The City and Region Against the Backdrop of Totalitarianism - Images from the Life in the Slovak Republic (1939–1945). (társszerző)
- 2018 Z každodenného života maďarskej menšiny na Slovensku v rokoch 1938 - 1945 (propaganda a jej formy). Kultúrne dejiny 9.